# Кнобельсдорф, Отто фон
Отто фон Кнобельсдорф (нем. Otto von Knobelsdorff; 31 марта 1886 — 21 октября 1966) — немецкий офицер, участник Первой и Второй мировых войн, генерал танковых войск, кавалер Рыцарского креста с Дубовыми листьями и Мечами.

## Начало военной карьеры
Поступил на военную службу в апреле 1905 года, фанен-юнкером (кандидат в офицеры), в пехотный полк. С августа 1906 — лейтенант.

## Первая мировая война
В начале войны — в штабе пехотного полка, с ноября 1914 года — старший лейтенант. В августе 1915 года тяжело ранен. С ноября 1915 года — командир пехотной роты. С марта 1916 года — капитан. В июне — сентябре 1916 года — командир батальона. С октября 1916 года — на различных штабных должностях. В октябре 1918 года — вновь тяжело ранен (в госпитале до января 1919 года). За время войны награждён Железными крестами обеих степеней и ещё пятью орденами.

## Между мировыми войнами
После войны продолжил службу в рейхсвере. К началу Второй мировой войны дослужился до звания генерал-майор.

## Вторая мировая война
Участвовал в Польской кампании. Во Французской кампании — командир 19-й пехотной дивизии. В ноябре 1940 года дивизия переформирована в танковую, фон Кнобельсдорф произведён в звание генерал-лейтенант.
С 22 июня 1941 года участвовал в германо-советской войне, бои в Белоруссии, в районе Смоленска, под Москвой. В сентябре 1941 фон Кнобельсдорф награждён Рыцарским крестом. В начале января 1942 года генерал-лейтенант фон Кнобельсдорф тяжело заболел, эвакуирован в госпиталь в Германии.
В мае 1942 года — командир 10-м армейским корпусом (в районе Старой Руссы), в июле 1942 года — командир 2-го армейского корпуса (в районе Демянска), в июле-октябре 1942 года — корпусом «Кнобельсдорф». С августа 1942 года в звании генерал танковых войск. С октября 1942 года — командир 24-го танкового корпуса (под Сталинградом), с декабря 1942 года — командир 48-м танкового корпуса. В феврале 1943 года награждён Золотым немецким крестом.
С октября 1943 года — вновь тяжело болен, зачислен в командный резерв. В ноябре 1943 года за бои в районе Белгорода награждён Дубовыми листьями к Рыцарскому кресту.
С февраля 1944 года — командир 40-го танкового корпуса (на Украине). В сентябре 1944 года — награждён Мечами (№ 100) к Рыцарскому кресту с Дубовыми листьями.
В октябре — ноябре 1944 года — командующий 1-й армией (на Западном фронте). С декабря 1944 года — в командном резерве. В начале апреля 1945 года — взят в американский плен.

## После войны
Отпущен из плена в 1947 году.

## Награды
- Железный крест 2-го класса (19 сентября 1914; королевство Пруссия)
- Железный крест 1-го класса (27 февраля 1915)
- Знак за ранение (чёрный) (1918)
- Рыцарский крест ордена белого сокола 2-го класса с мечами (Саксен-Веймар-Эйзенах)
- Военный крест Вильгельма Эрнста[нем.] (Саксен-Веймар-Эйзенах)
- Рыцарский крест ордена Эрнестинского дома 2-го класса с мечами (Саксонские княжества)
- Крест «За военные заслуги» (Липпе-Детмольд)
- Крест «За военные заслуги» 3-го класса с военными украшениями(Австро-Венгрия)
- Почётный крест ветерана войны с мечами
- Медаль «В память 1 октября 1938 года»
- Пряжка к Железному кресту 2-го класса (11 октября 1939)
- Пряжка к Железному кресту 1-го класса (20 мая 1940)
- Рыцарский крест Железного креста
  - Рыцарский крест (17 сентября 1941)
  - Дубовые Листья (№ 322) (12 ноября 1942)
  - Мечи (№ 100) (21 сентября 1944)
- Немецкий крест в золоте (16 февраля 1943)
- Медаль «За зимнюю кампанию на Востоке 1941/42»
- Знак «За танковую атаку» (в серебре)
- Упоминался в «Вермахтберихт» (20 февраля 1943 и 8 июня 1944)